# Palazzo Davanzati
A Palazzo Davanzati palota Firenze történelmi központjában.

## Története
A 14. század második felében épült fel a Davizzi család számára. Egyike volt azon középkori lakótornyoknak, amelyek a pártvillongások (guelfek és ghibellinek) idején védelmet nyújtottak a város tehetősebb polgárainak. 1516-ban a Bartolini család birtokába került, majd 1578-ban a gazdag kereskedő és egyben névadó Bernardo Davanzati vásárolta meg. A 18. században a városi filharmónia székhelye lett. Miután 1838-ban Carlo, az utolsó Davanzati meghalt, az épület pusztulásnak indult. 1904-ben vásárolta meg és újíttatta fel Elia Volpi. 1910-ben egy múzeumot létesített benne, amelyet azonban 1924-ben bezártak tulajdonosváltás miatt. A második világháborúban bombatámadás érte. 1951-ben újjáépítették és az olasz állam vásárolta meg. Egy kis múzeumot alakítottak ki benne értékes középkori bútordarabokkal és néhány festménnyel.

## Leírása
Az épület közepén egy árkádos udvar áll. A palota termeit és szobáit korhűen rendezték be, ugyanis az épület ma a Museo della Casa Fiorentina Antica, azaz „A régi firenzei ház” múzeuma. A földszinten egy fegyvergyűjtemény és megtekinthető. Az épület tetőterasza a 15. században épült.